# Abdelkader Ghezzal
Abdelkader Mohamed Ghezzal (arabisch عبد القادر غزال, DMG ʿAbd al-Qādir Ġazzāl; * 5. Dezember 1984 in Décines-Charpieu, Frankreich) ist ein ehemaliger algerischer Fußballspieler, der durch seine Geburt in Frankreich auch die französische Staatsbürgerschaft besitzt.

## Karriere

### Verein
Abdelkader Ghezzal begann seine Karriere im Jahr 2004 beim unterklassigen französischen Amateurverein AS Saint-Priest, bei dem er eine Saison in der fünfthöchsten Spielklasse als Angreifer agierte. Im Sommer 2005 transferierte er nach Italien zum FC Crotone in die Serie B. In der ersten Saison bei Crotone kam er auf lediglich sechs Einsätze, bei denen er ohne Torerfolg blieb. Deshalb verlieh ihn der Verein zu den unterklassigen Vereinen AS Biellese und AC Pro Sesto, bei denen er zu seiner Form zurückfand. Zur Saison 2007/08 kehrte Ghezzal nach Crotone zurück und half dem Verein mit 20 Toren in 33 Partien zum Wiederaufstieg in die Serie B. Im Sommer 2008 kaufte ihn schließlich der Serie-A-Verein AC Siena. In seiner ersten Saison in Siena gelangen ihm fünf Tore in 37 Spielen und schaffte mit dem Verein den Klassenerhalt in der Serie A.

### Nationalmannschaft
Sein Debüt in der algerischen Nationalmannschaft gab Ghezzal am 18. November 2008 in einem Testspiel gegen Mali, das in der französischen Stadt Rouen ausgetragen wurde und 1:1 endete. Sein erstes Länderspieltor erzielte Ghezzal am 11. Februar 2009 in einem Freundschaftsspiel gegen Benin, das Algerien mit 2:1 gewann.
Beim Afrika Cup of Nations 2010 hat er in allen sechs Spielen Algeriens mitgewirkt, konnte aber kein Tor erzielen.